# Djaba Iosseliani
 (décembre 2010).
Djaba Iosseliani (10 juillet 1926 - 4 mars 2003) est un homme politique géorgien, criminel, et chef de l'organisation paramilitaire Mkhedrioni.

## Biographie
Né à Khachouri (Géorgie), Iosseliani se spécialise dans les études orientales à l'Université de Léningrad mais ne reçoit pas de diplôme. En 1948, il organise un cambriolage de banque à Léningrad, à la suite de quoi il passe 17 ans dans une prison soviétique. Relâché en 1965, il sert plus tard une autre peine pour meurtre. Il rentre finalement dans sa Géorgie natale et reçoit un diplôme de l'Institut géorgien des arts théâtraux, où il devient professeur. Il écrit plusieurs pièces populaires.

### Carrière politique
Iosseliani s'élève à l'échelon national en tant que chef de la Mkhedrioni, un groupe paramilitaire lourdement armé fondé en 1989. Il tente de prendre contrôle de larges régions en Abkhazie et Ossétie du Sud avec pour but la défaite des éléments séparatistes. En février 1991, son organisation est rendue illégale par le président Zviad Gamsakhourdia et il est emprisonné avec d'autres éléments de la Mkhedrioni. En réponse, Iosseliani accuse Gamsakhourdia d'essayer de prendre contrôle des médias nationaux et de persécuter ses rivaux.
En décembre 1991, Iosseliani s'évade de prison et rejoint les forces rebelles de la Garde nationale géorgienne dans le lancement d'un coup d'État violent forçant à l'exil le président Zviad Gamsakhourdia en janvier 1992. Il devient alors l'un des trois dirigeants du Conseil militaire qui prend en charge les affaires du pays en janvier-mars 1992. Il devient par la suite une puissante figure du gouvernement d'Edouard Chevardnadze, qui est obligé de s'appuyer sur les forces de la Mkhedrioni pour faire face à la faiblesse des services de sécurité d'État. Iosseliani affirme de plus sa position de force en se faisant construire un bureau parlementaire au-dessus de celui de Chevardnadze.
Iosseliani jour un rôle majeur dans la tentative désastreuse de renforcer la direction géorgienne de la province séparatiste d'Abkhazie, qui se termine avec une défaite importante pour le gouvernement et les forces de la Mkhedrioni en août-septembre 1993. Malgré cela, il reçoit une position gouvernementale officielle en septembre 1993 pour renforcer l'état d'urgence national. Cela lui donne presque les pleins pouvoirs pour détenir des individus. Il utilise ses pouvoirs avec enthousiasme, imposant un régime répressif largement critiqué par les organisations internationales des droits de l'homme. Les partisans du président déchu Gamsakhourdia sont particulièrement ciblés, surtout dans la région zviadiste de Mingrélie en Géorgie occidentale, où la Mkhedrioni est accusé d'avoir commis un nombre élevé d'assassinats. Il y a également des rumeurs selon lesquelles Iosseliani et ses alliés infligeraient des impôts non justifiés aux entreprises et individus des régions sous leur contrôle.

### Attentat contre Chevardnadze, et décès
Le 29 août 1995, Chevardnadze échappe de justesse à une tentative d'assassinat dans une attaque à la bombe. Une coalition de « forces mafieuses » incluant Iosseliani et d'autres est accusée d'être derrière cette attaque. Iosseliani est détenu en novembre 1998 pour trois ans avant d'être condamné à 11 ans de prison pour banditisme, terrorisme et tentative d'assassinat sur la personne de Chevardnadze. Il nie les accusations mais est relâché au printemps 2000 dans une amnistie de plusieurs coupables. Il souffre d'une crise cardiaque le 26 février 2003 et meurt dans un hôpital de Tbilissi une semaine plus tard. Il est enterré au Panthéon de Didoube à Tbilissi, où des empreintes de pas sales sont fréquemment vues sur sa tombe de marbre noir.